# Radyjo Harodnia
Radyjo Harodnia (biał. Радыё Harodnia, pol. Radio Grodno) – trzeci album studyjny białoruskiego zespołu folk-punkowego Dzieciuki, wydany 2 września 2019 roku. Po nagraniu materiału z zespołu odszedł jeden z wokalistów, Pawieł „Trouble” Trublin. Według muzyków, płyta jest bardziej różnorodna od poprzednich, a także wyróżnia się jakością zapisu. Album został zaprezentowany 29 kwietnia 2019 roku w mińskim klubie Re:Public.

## Lista utworów
| Nr  | Tytuł utworu                      | Oryginalna pisownia tytułu       | Autor tekstu                     | Długość |
| --- | --------------------------------- | -------------------------------- | -------------------------------- | ------- |
| 1.  | „Pażywiem dy pahladzim”           | «Пажывем ды паглядзім»           | Aleś Kirkiewicz                  | 3:02    |
| 2.  | „Krumkaczy”                       | «Крумкачы»                       | Dzianis Żyhawiec                 | 3:04    |
| 3.  | „Harodnia”                        | «Гародня»                        | Aleś Dzianisau                   | 3:25    |
| 4.  | „Nadpis na kamienni nad krynicaj” | «Надпіс на каменні над крыніцай» | Uładzimir Karatkiewicz           | 4:05    |
| 5.  | „Malczysz-kibalczysz”             | «Мальчыш-кібальчыш»              | Aleś Dzianisau                   | 3:06    |
| 6.  | „Partyzan”                        | «Партызан»                       | Aleś Dzianisau                   | 3:29    |
| 7.  | „Historyja-psichałohija”          | «Гісторыя-псіхалогія»            | Aleś Dzianisau                   | 2:53    |
| 8.  | „Kali nad łuham busieł pralacieu” | «Калі над лугам бусел праляцеў»  | Aleś Czobat                      | 4:35    |
| 9.  | „Dudar”                           | «Дудар»                          | Dzianis Żyhawiec                 | 5:32    |
| 10. | „Czykist”                         | «Чыкіст»                         | Aleś Dzianisau, Dzianis Żyhawiec | 4:39    |
| 11. | „Pradajecca kraina”               | «Прадаецца краіна»               | Aleś Dzianisau                   | 5:41    |
| 12. | „Czas kasinierau”                 | «Час касінераў»                  | Aleś Czobat                      | 4:21    |
|     |                                   |                                  |                                  | 47:52   |

## Twórcy
- Aleś Dzianisau – wokal, teksty, gitara akustyczna, banjo (utwór 7), harmonijka ustna (utwór 3)
- Pawieł „Trouble” Trublin – wokal, dudy (utwory 4, 9, 12)
- Andrej „Piton” Piatko – gitara basowa, wokal wspierający
- Mikoła „Kalamba” Palakou – wokal (utwór 9), akordeon
- Andrej Pudzin – gitara
- Locha Pudzin – gitara, wokal wspierający
- Sania „Syr” Syrajeżka – wokal (utwór 9), perkusja
- Dzianis Żyhawiec – wokal (utwór 10), teksty
- Maks Nazaruk – perkusja (gościnnie, utwór 11)
- Ksienija Hłot, Staś Siłka, Kastuś „Kasteła” Putronak – wokal wspierający (gościnnie, utwory 2–6, 12)
- Barys Hrydzin – mastering[7]